# Orest Adamovič Kiprenskij
Orest Adamovič Kiprenskij, anche noto in italiano con il nome Oreste (in russo Орест Адамович Кипренский?; Kopor'e, 24 marzo 1782 – Roma, 17 ottobre 1836), è stato un pittore russo dell'epoca del Romanticismo.

## Biografia
Oreste Adamovič Kiprenskij era il figlio illegittimo di un proprietario terriero che si chiamava Aleksej D'jakonov. Nacque nei pressi del villaggio di Kopor'e, oggi nel rajon di Lomonosov. Un contadino di nome Adam Švabler lo adottò e gli diede il cognome Koporskij, che rifletteva il nome del villaggio nel quale fu battezzato (Kopor'e), e che poi fu trasformato in Kiprenskij.
Studiò dal 1788 (dall'età di sei anni) al collegio degli apprendisti che dipendeva dall'accademia di belle arti di San Pietroburgo e si iscrisse con il cognome "Kiprenskij", che deriva dal greco Kýpris (Κύπρις, "Cipride"), che era uno degli epiteti della dea dell'amore Afrodite. Studiò all'accademia fino al 1803, quando si diplomò con una medaglia d'oro. Il suo ritratto del principe Demetrio del Don alla battaglia di Kulikovo (1805) gli garantì una borsa di studio dell'accademia.
Dopo il periodo delle guerre napoleoniche in Europa, fece il suo Grand Tour. Si stabilì dapprima a Mosca nel 1809, a Tver' nel 1811 e in seguito a San Pietroburgo a partire dal 1812. Rimase a Roma e a Napoli dal 1816 al 1822. In Italia conobbe una ragazza locale che si chiamava Anna Maria Falcucci (detta Mariuccia), alla quale si affezionò. Quando lasciò l'Italia, la mandò in una scuola conventuale cattolica su assenso del cardinale Consalvi, affinché vi rimanesse finché non fosse tornato.
Egli divenne il ritrattista della società nobile a Mosca e a San Pietroburgo. I suoi ritratti più noti sono quelli del poeta Puškin e del principe Davydov, "un ufficiale di cavalleria (e poeta), dall'aspetto disinvolto, che sembra essere uscito direttamente dalle pagine di Guerra e pace".

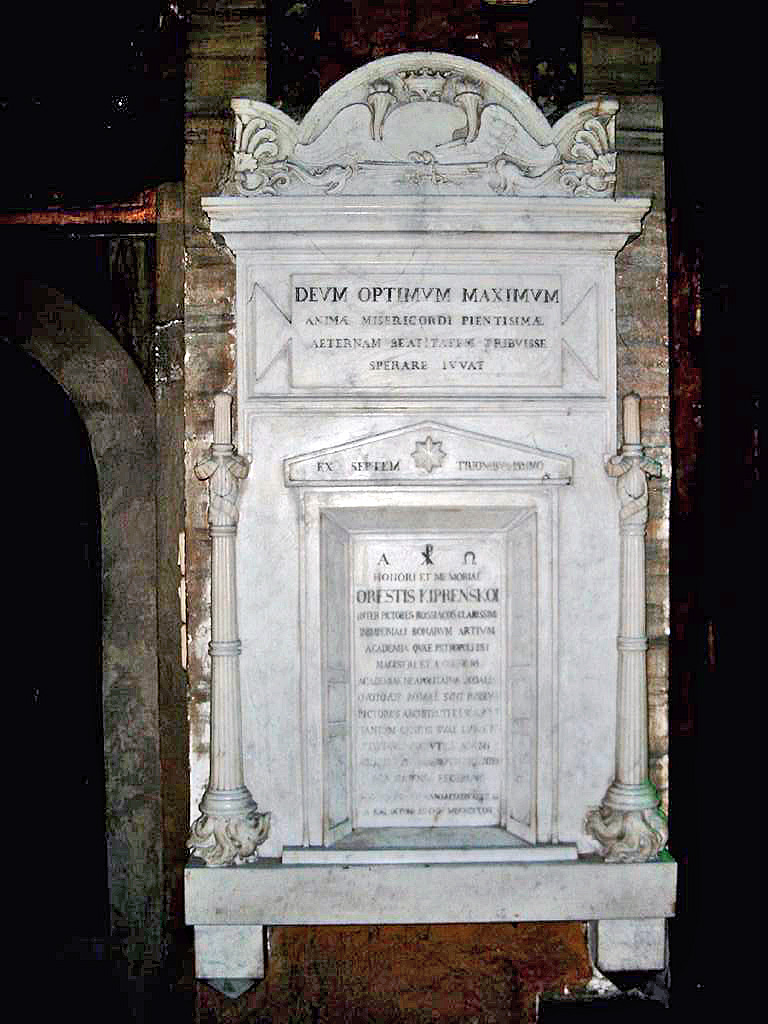
La lapide di Orest Kiprenskij, situata nella chiesa di Sant'Andrea delle Fratte, a Roma.

Nel 1828 Kiprenskij tornò in Italia, dato che aveva ricevuto una lettera dal suo amico Samuil Galberg, che lo informava che erano state perse le tracce di Mariuccia. Kiprenskij ritrovò Mariuccia, che era stata trasferita in un altro convento, e la sposò nel luglio del 1836, dopo essersi convertito dall'ortodossia russa al cattolicesimo. Morì qualche mese dopo a Roma, il 16 ottobre del 1836, a causa di una polmonite. Venne sepolto nella basilica di Sant'Andrea delle Fratte, dove una targa ne ricorda la memoria:
ORESTIS KIPRENSKOI
INTER PICTORES ROSSIACOS CLARISSIMI
IN IMPERIALI BONARUM ARTIVM 
ACADEMIA QUÆ PETROPOLI EST
MAGISTRI ET A CONSILIIS
ACADEMIÆ NEAPOLITANÆ SODALIS
QVOTQVOT ROMÆ SVNT RVSSIACI 
PICTORES ARCHITECTI ET SCALPTOR 
TANTVM GENITIS SVÆ LVMEN
TOTQVE VIRTVTES ANIMI
SIBI ANTE TEMPVS PRÆREPTAS DEFLENTES
SVA IMPENSA FECERVVNT
DESIDERATVS EST ANNO ÆTATIS XXXXVIIII
X KAL OCTOBR AN CHR MDCCCXXXVI»
Oreste Kiprenskij,
famosissimo tra i pittori russi,
professore all'Accademia
di Belle Arti di Pietroburgo
e consigliere
dell'Accademia di Napoli,
eretta a spese di tutti
i pittori, architetti e scultori
russi presenti a Roma,
che piangono il sole del loro popolo
scomparso prematuramente, 
e sì alte qualità spirituali.
Morto all'età di 49 anni
il 10 ottobre 1836 d.C.»
(Traduzione in italiano di Aleksej Kara-Murza)

## Dipinti

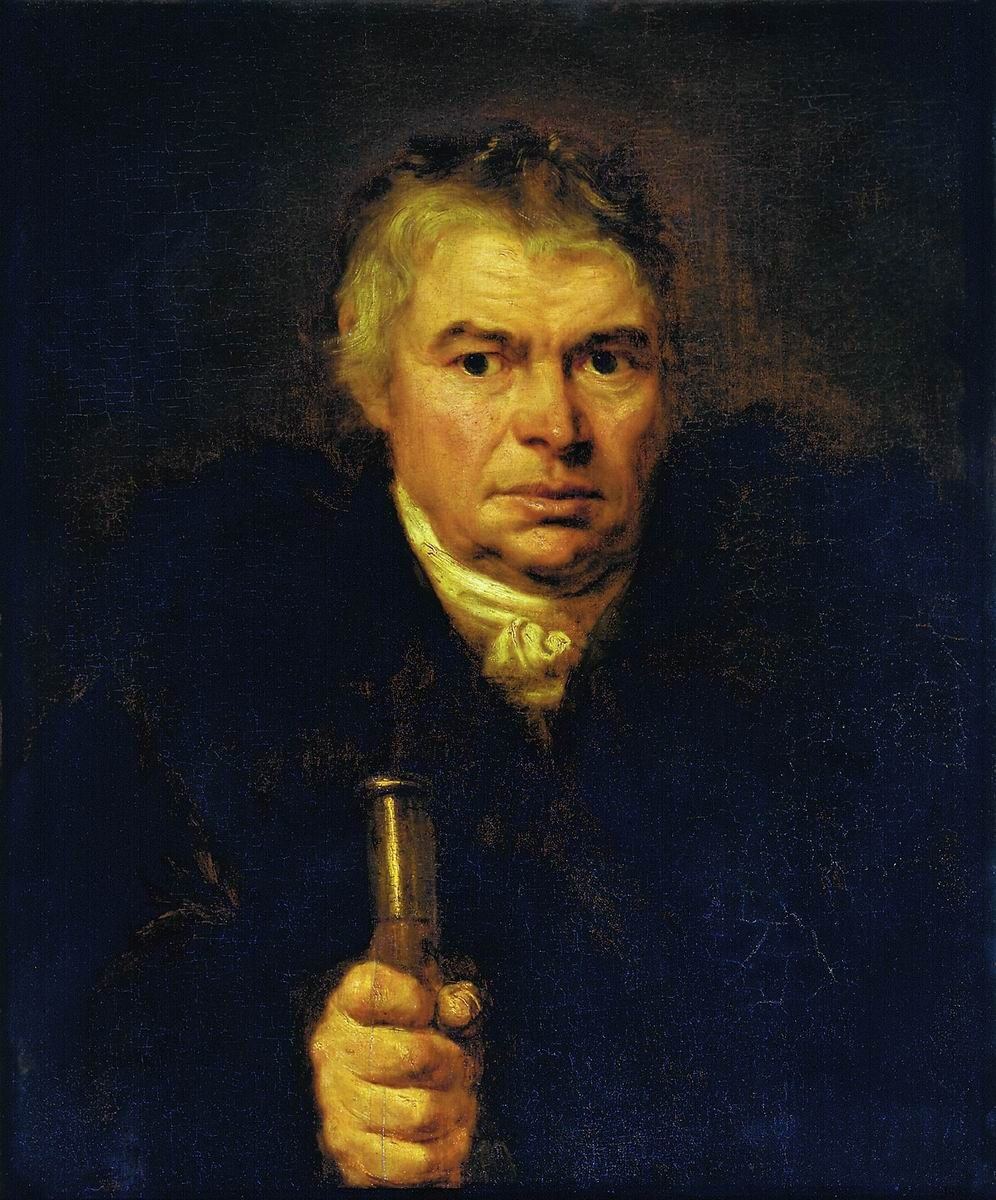
Ritratto del padre Adam Švabler, 1804, Museo russo
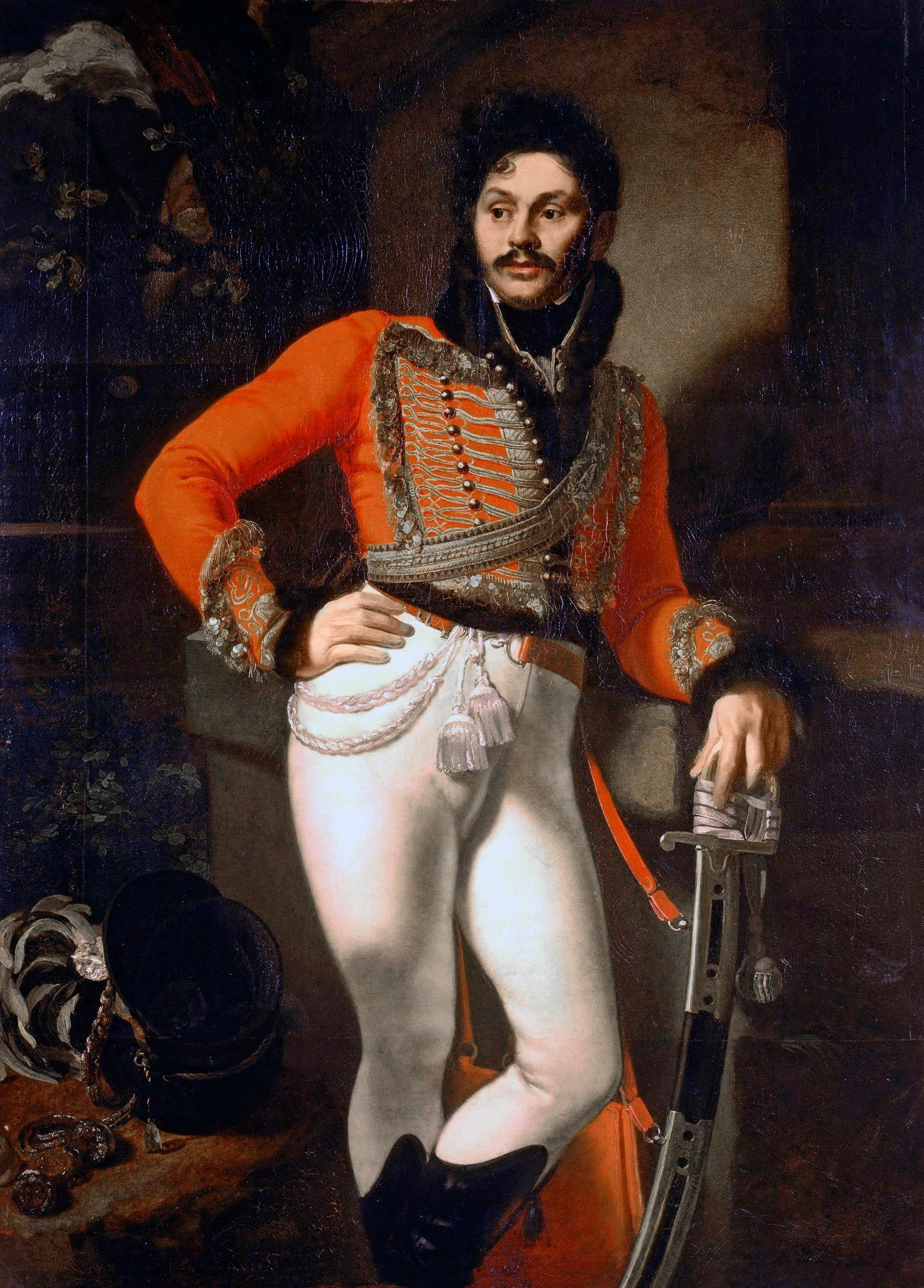
Ritratto di Evgraf Davydov, 1809, Museo russo
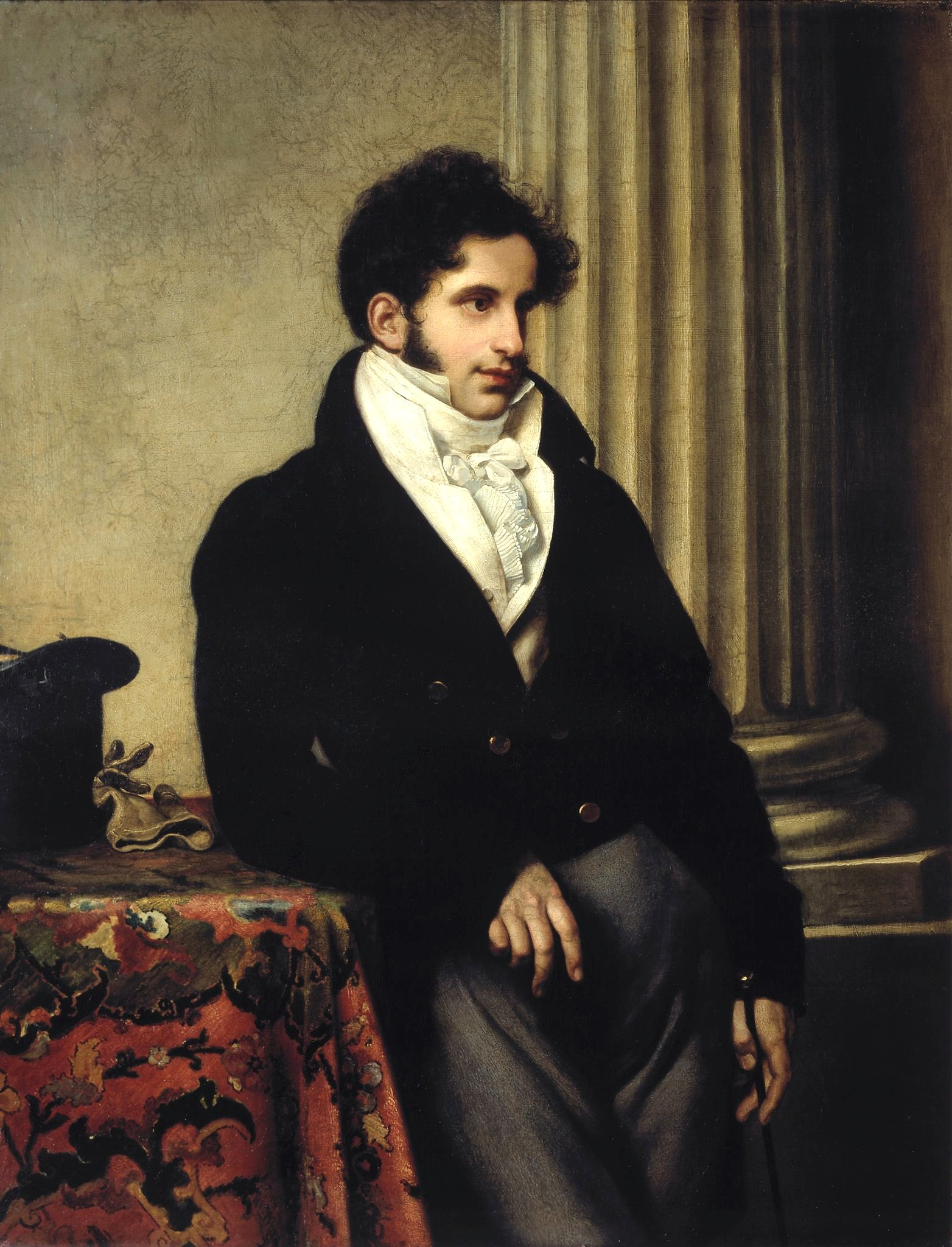
Ritratto di Sergej Uvarov, 1815
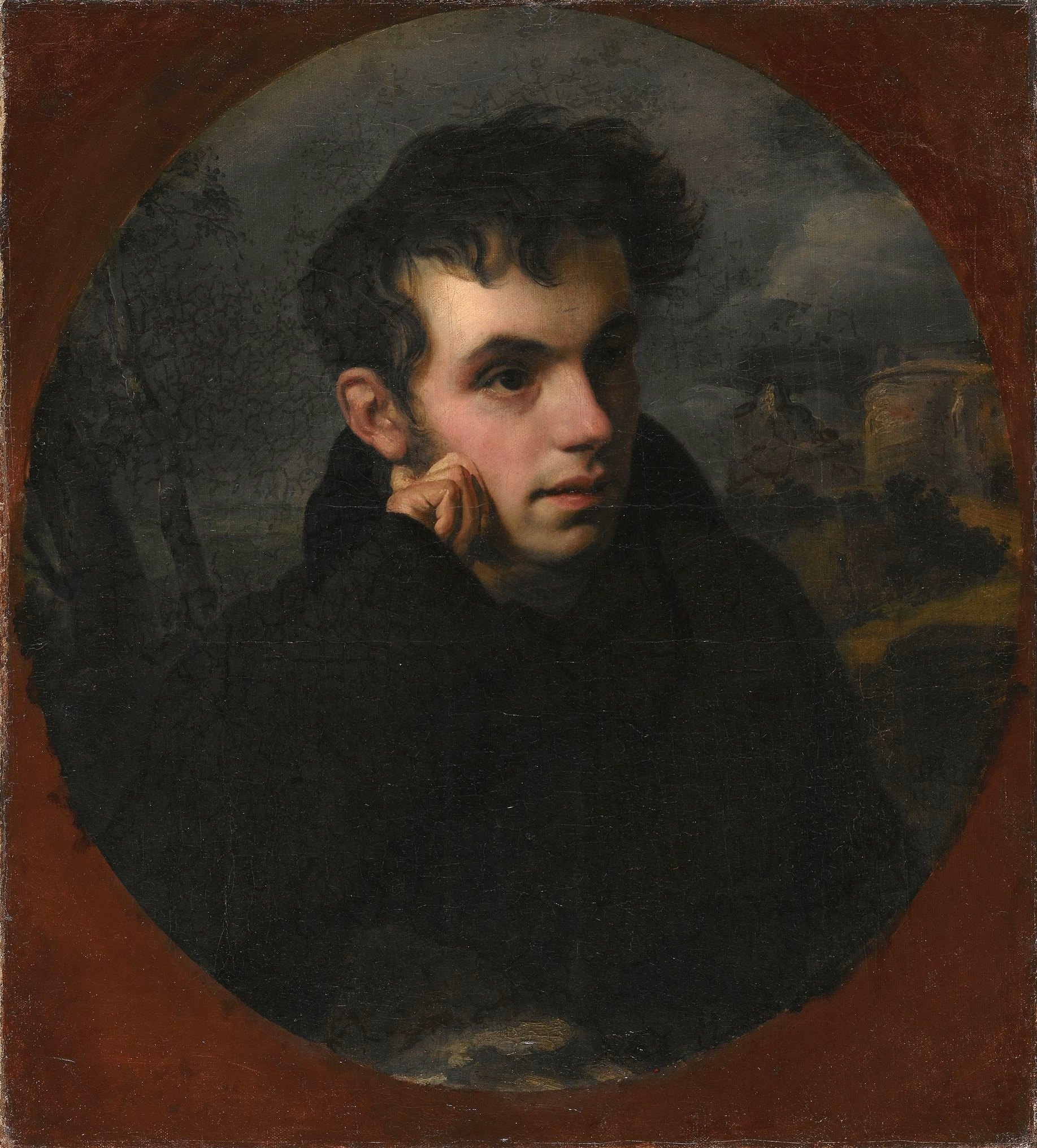
Ritratto di Vasilij Žukovskij, 1815
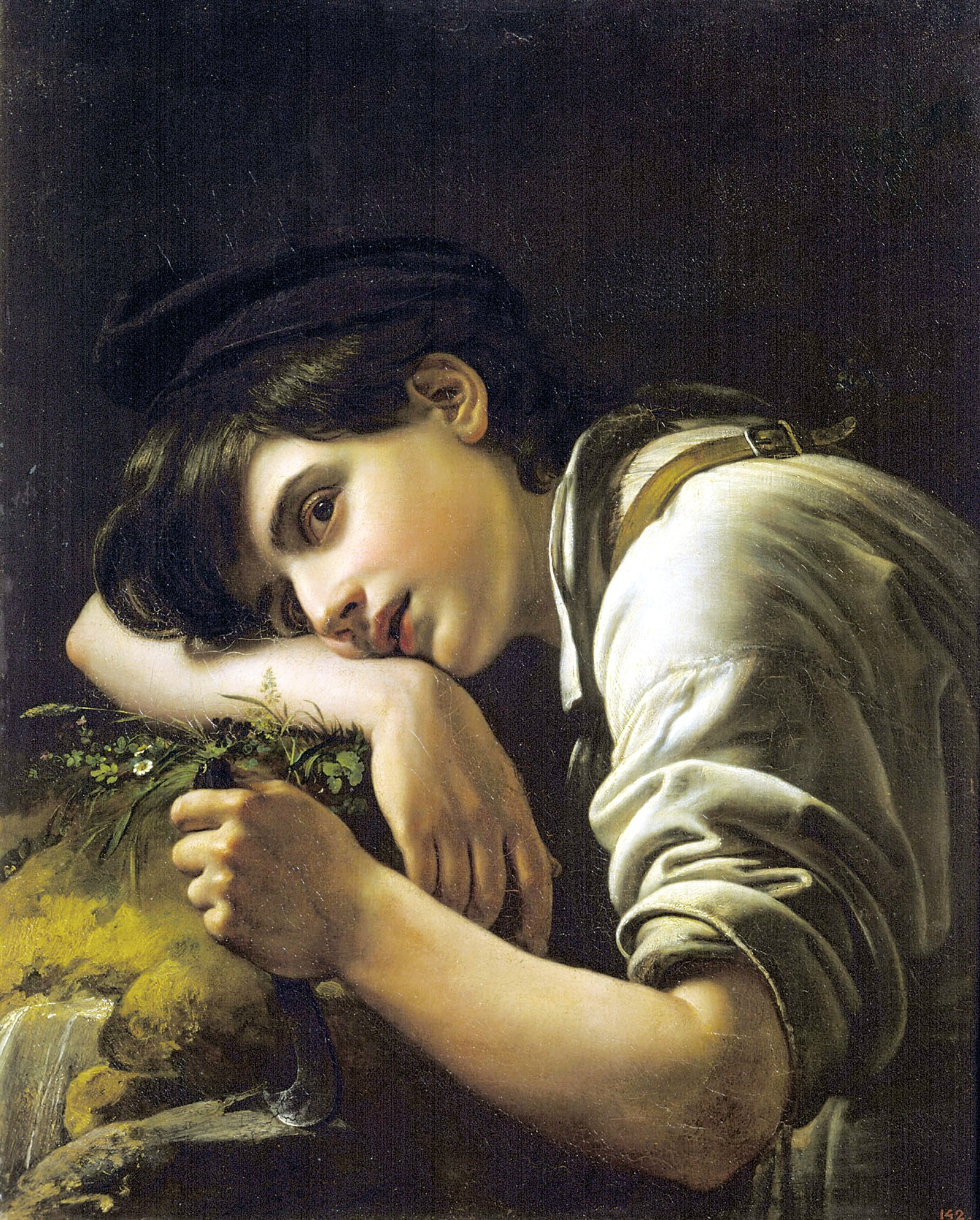
Giovane giardiniere, 1817
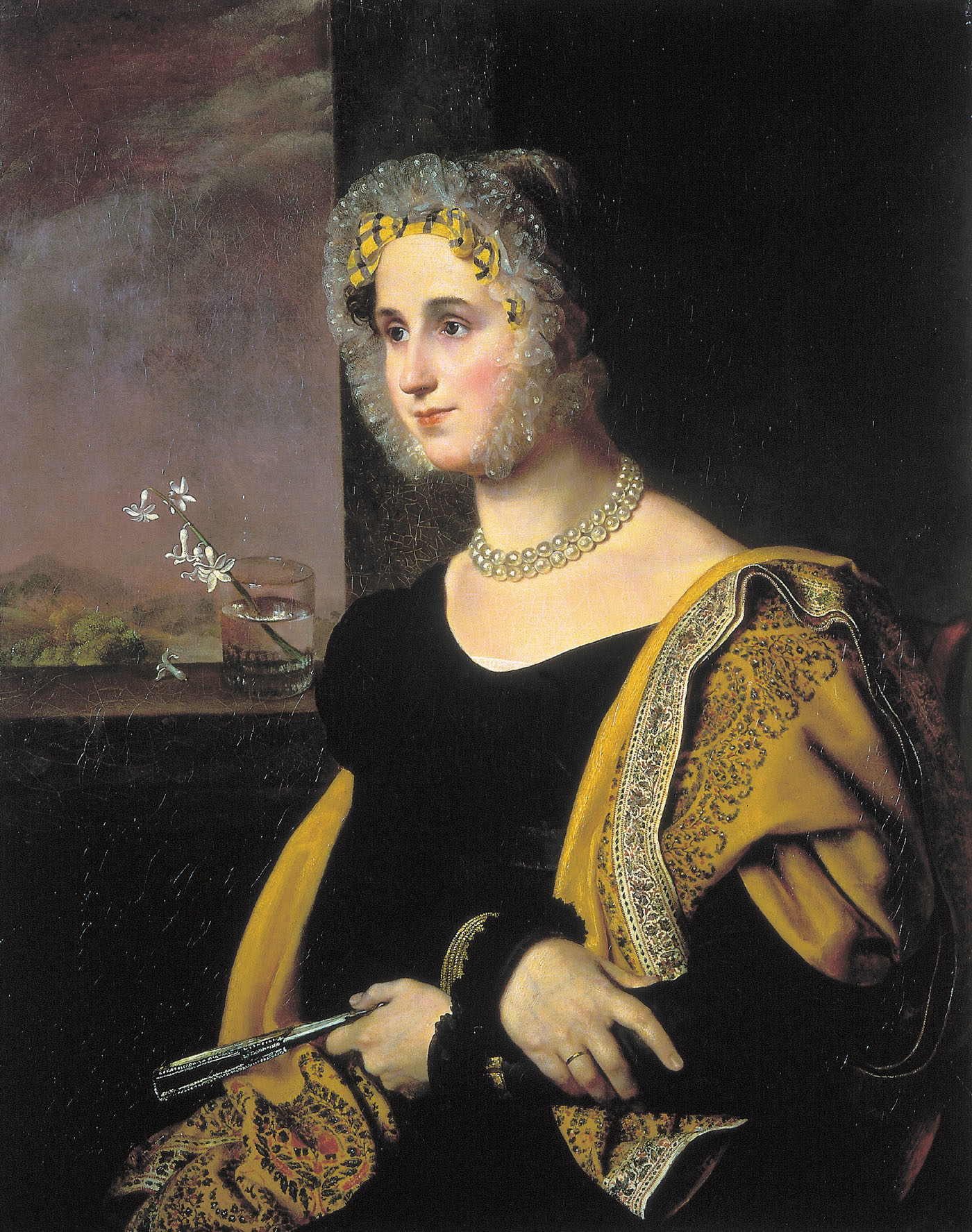
Ritratto di Ekaterina Avdulina, 1822
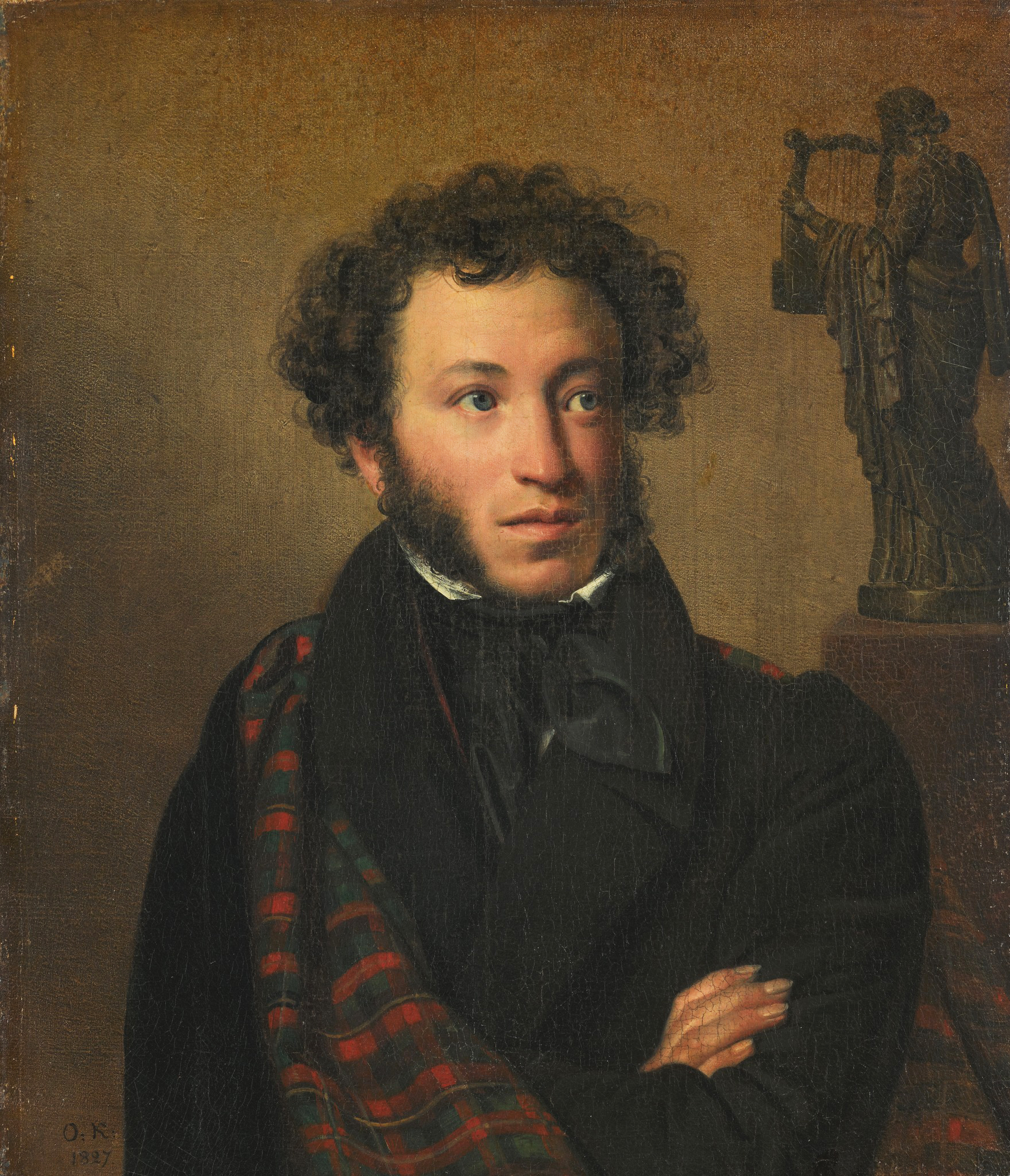
Ritratto di Aleksandr Puškin, 1827
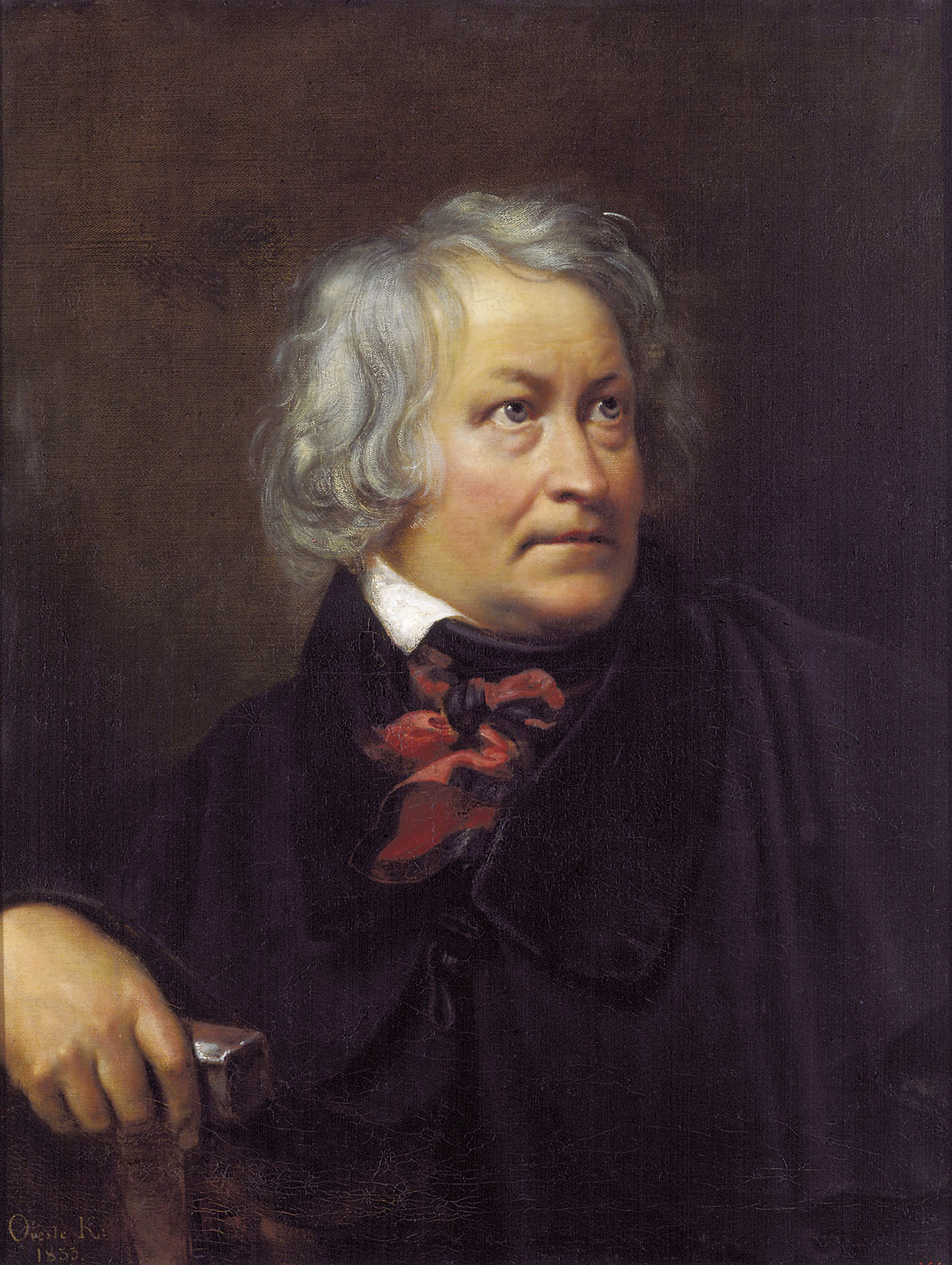
Ritratto di Bertel Thorvaldsen, 1833